# Hans-Heinrich Sievert
Hans-Heinrich Sievert (ur. 1 grudnia 1909 w Liensfeld, zm. 6 kwietnia 1963 w Eutin) – niemiecki lekkoatleta, wieloboista, a także specjalista pchnięcia kulą i rzutu dyskiem, mistrz Europy z 1934.
Startował na igrzyskach olimpijskich w 1932 w Los Angeles, gdzie zajął 5. miejsce w dziesięcioboju, 6. miejsce w pchnięciu kulą i 11. miejsce w rzucie dyskiem.
8 lipca 1934 w Hamburgu ustanowił rekord świata wynikiem 8790,46 pkt. (według ówczesnej punktacji). Na mistrzostwach Europy w 1934 w Turynie zdobył złoty medal w dziesięcioboju. 
W czasach nazizmu Sievert był przedstawiany jako symbol „rasy panów”. Oczekiwano od niego sukcesów na igrzyskach olimpijskich w 1936 w Berlinie. Doznał jednak kontuzji i wystąpił jedynie w pchnięciu kulą, gdzie zajął 10. miejsce. Nie ukończył dziesięcioboju na mistrzostwach Europy w 1938 w Paryżu.
Sievert był mistrzem Niemiec w dziesięcioboju w 1931, 1933 i 1934. W 1938 zwyciężył w pięcioboju. W pchnięciu kulą był mistrzem Niemiec w 1930 i 1933, wicemistrzem w 1934 oraz brązowym medalistą w 1936. W rzucie dyskiem był mistrzem w 1933 i 1934 oraz brązowym medalistą w 1930.
Podczas II wojny światowej był oficerem Wehrmachtu. W 1944 na Węgrzech stracił lewą stopę wskutek wybuchu miny. Po wojnie był przewodniczącym związku lekkoatletycznego w Hamburgu i referentem do spraw sportu w rządzie federalnym. W 1957 poważnie zachorował, zrezygnował z pracy i zamieszkał w domu swego ojca w Eutin, gdzie zmarł w 1963.